# Prowincja Yatenga
Prowincja Yatenga – jedna z 45 prowincji w Burkina Faso.
Ma powierzchnię prawie 7 tysięcy km². W 2006 roku mieszkało w niej niespełna 548 tysięcy ludzi. W 1996 roku na jej terenach zamieszkiwało prawie 449 tysięcy mieszkańców.